# Gastrodia queenslandica
Gastrodia queenslandica là một loài thực vật có hoa trong họ Lan. Loài này được Dockrill mô tả khoa học đầu tiên năm 1964.